# Temple protestant de Meyrueis
Le temple protestant de Meyrueis est un édifice religieux situé à Meyrueis, dans le département français de la Lozère. La paroisse est rattachée à l'Église protestante unie de France.

## Description
L’actuel temple protestant de Meyrueis se présente comme une rotonde octogonale, précédée d'un porche, couverte d'un toit de lauzes à huit pans et surmontée d'un petit clocher-arcade. L'intérieur de l’édifice se caractérise par l’emploi massif du bois. Il est organisé autour d’un espace octogonal couvert d'une coupole côtelée en lambris. Cette dernière, qui culmine à 18 mètres de hauteur, est soutenue par des piliers en bois. Cet espace central est circonscrit par une galerie à deux étages superposés, éclairée par de larges fenêtres en plein cintre. 
L'intérieur, sobre, est centré sur une chaire monumentale en bois de noyer, fixée au mur faisant face à l'entrée principale. Au-dessus est inscrit un passage du Nouveau Testament : « Dieu est esprit. Il faut que ceux qui l'adorent, l'adorent en esprit et en vérité » (Jean, 4, 24). L'espace s'organise en hémicycle autour de cette chaire. Le choix d’un espace octogonal, centré autour de la chaire, s’explique par l’importance accordée à la prédication. Le temple peut accueillir environ 400 personnes. 

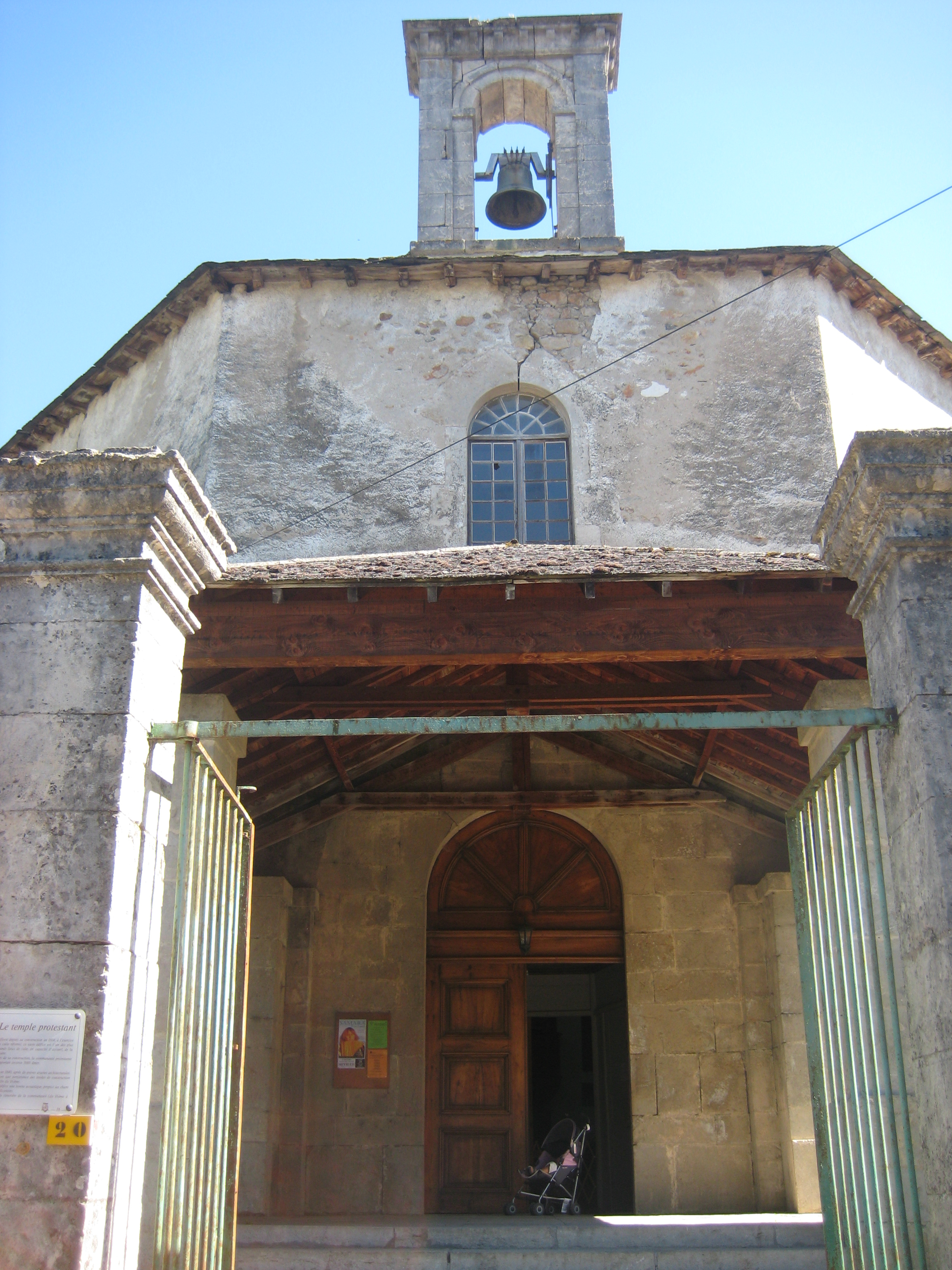
Vue de la façade.
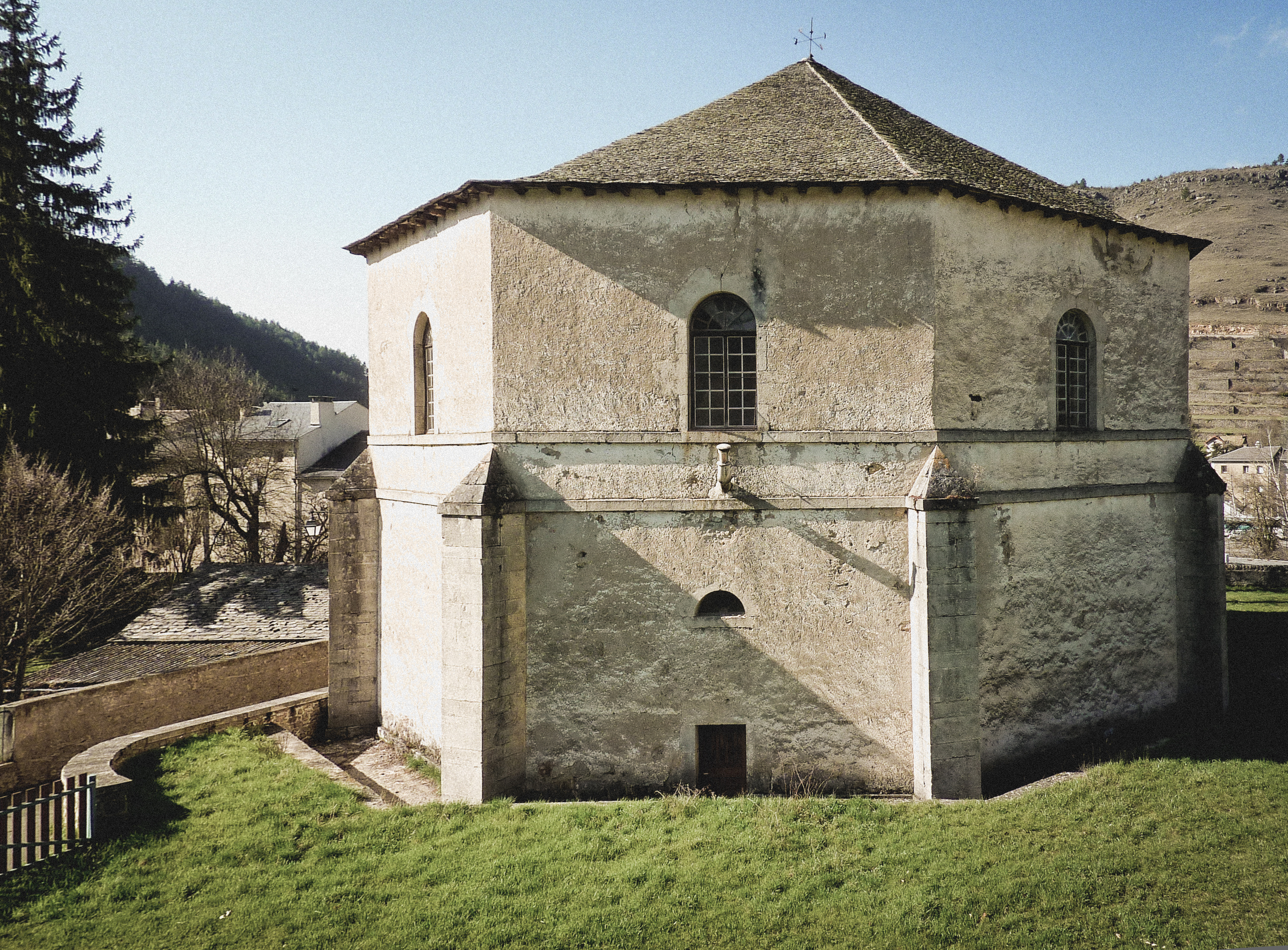
Vue de l'arrière du temple.
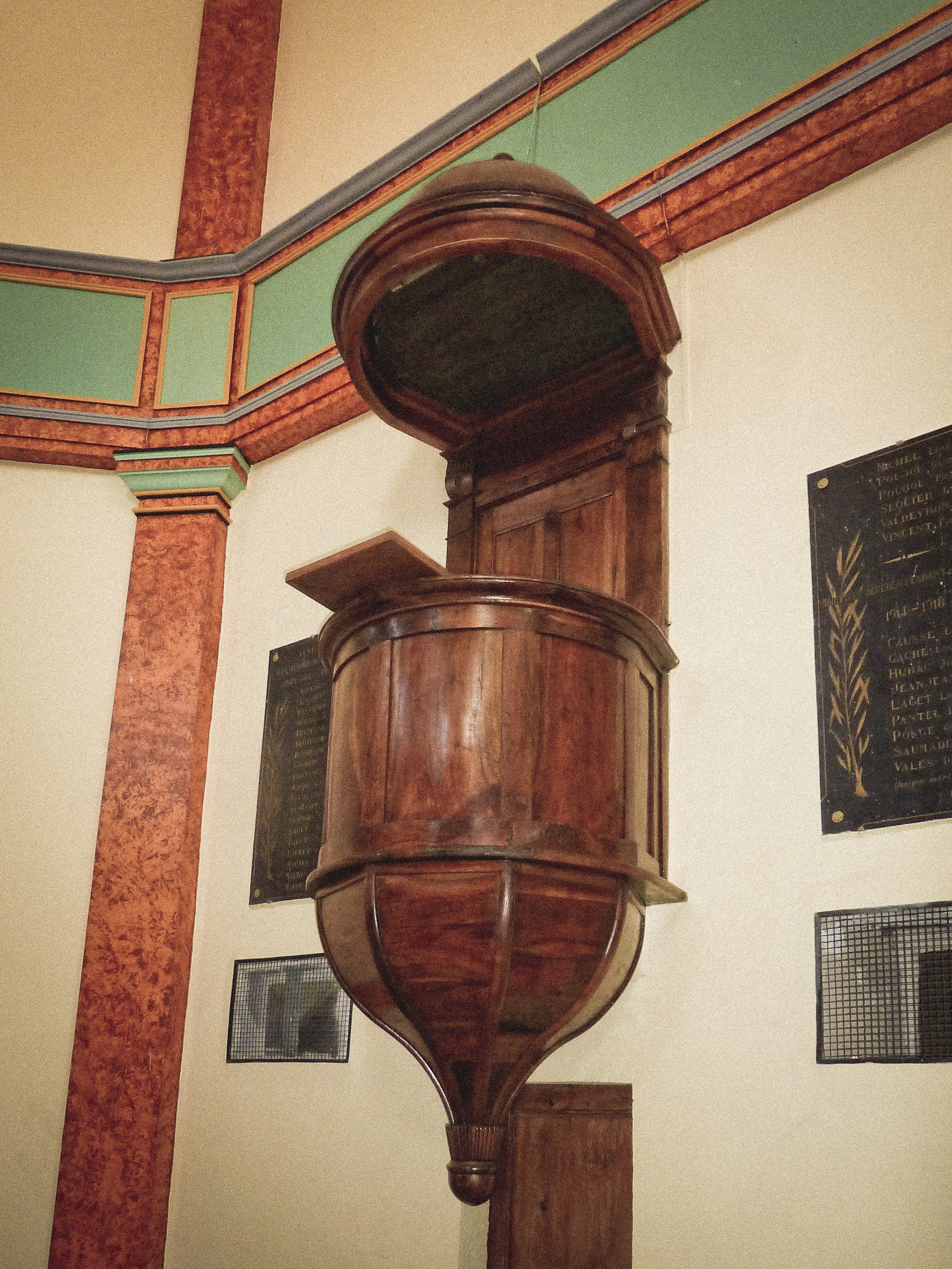
Chaire.
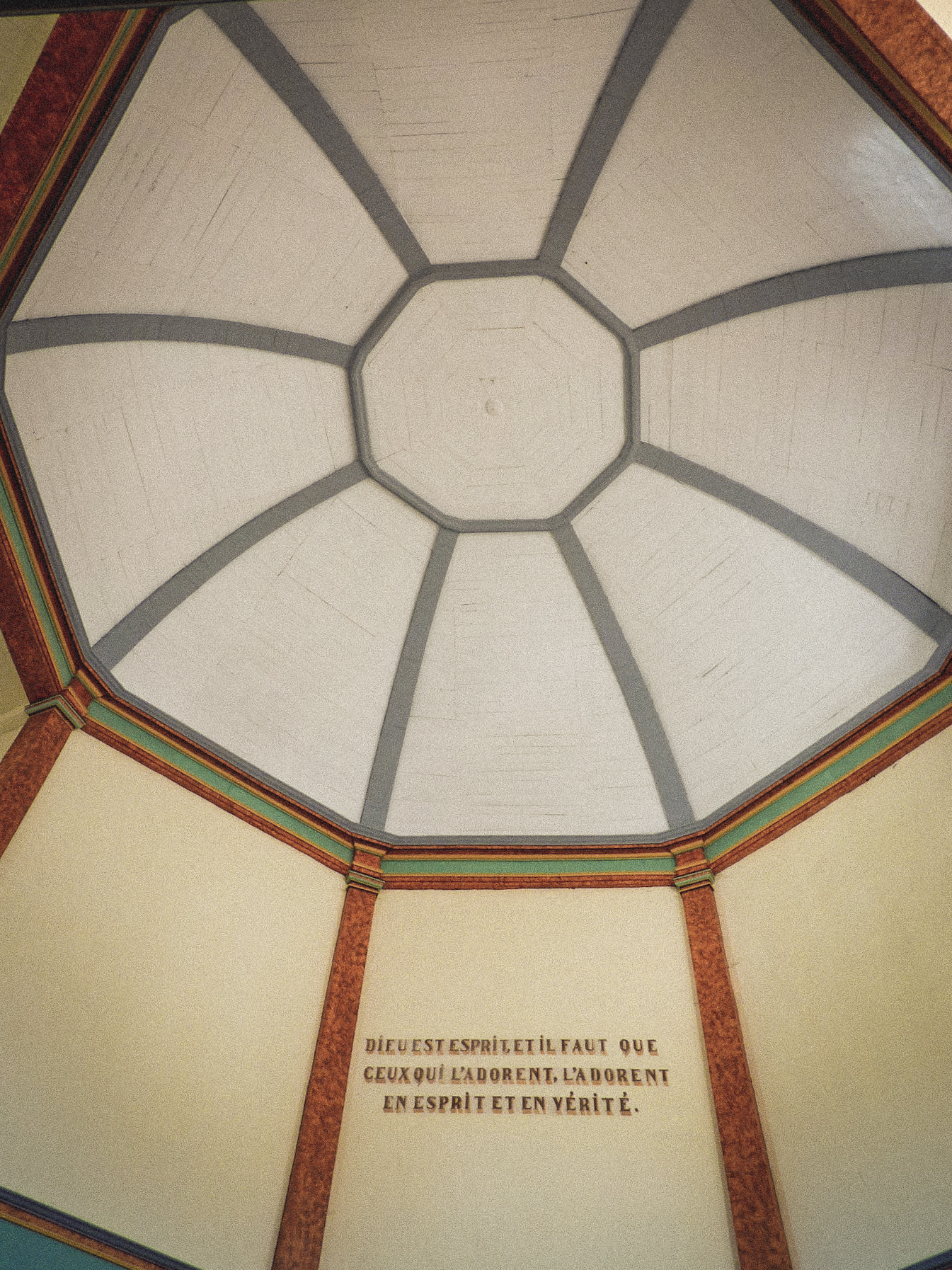
Coupole.

## Histoire
L’actuel temple succède à un premier de forme rectangulaire, construit avant 1580 et à un deuxième de forme octogonale, construit entre 1797 et 1804. À la suite de malfaçons structurelles, le deuxième temple est fermé en 1827 puis détruit en 1837. Le temple actuel est alors édifié par l'architecte Meynadier et les entrepreneurs Martin et Pellet entre 1837 et 1842, au même emplacement et en s’appuyant sur certains murs du temple précédent qui n’avaient pas été détruits. Le 5 décembre 1842, le temple est officiellement dédicacé. Il adopte un style néoclassique, comme un grand nombre de temples de la première moitié du XIXe siècle.
À la suite de la loi de séparation des Églises et de l'État est créée une association cultuelle. La commune de Meyrueis n’ayant pas réclamé le temple comme la loi le permettait, l’association cultuelle en est le propriétaire. Cet édifice, qui constitue un élément important de l'architecture protestante en Occitanie, est inscrit au titre des monuments historiques depuis le 24 septembre 2008. En 2016 est entamé un programme de restauration, qui s'attaque en premier lieu à la réfection de la couverture et de la charpente du temple.